# عين الشوشة
عين الشوشة قرية تقع بالجنوب الجزائري شمال الصحراء الجزائرية بين واحات النخيل الباسقة. يحدها شمالا مدينة جامعة وجنوبا مدينة تقرت وشرقا مدينة الوادي وغربا مدينة المرارة، يبلغ عدد سكانها 12 ألف نسمة.  يعتمد سكانها على النشاط الفلاحي بإنتاج التمور وخاصة من نوع دقلة نور والرطب أو ما يدعى بالمنقر و أنواع أخرى.